# Ioan Șenchea
Ioan Șenchea (n. 7 iulie 1864, Zărnești - d. 7/8 septembrie 1916) a fost un avocat, fruntaș local al Partidului Național Român din comitatul Făgăraș.

## Biografie
S-a născut în familia lui Ioan Șenchea, primar al localității Zărnești. Studiile începute în localitatea natală, au fost continuate mai întâi la Brașov și Arad și ulterior finalizate la universitățile din Budapesta și Viena cu un doctorat în drept și științe politice. Întors în Transilvania, din 1892 a practicat avocatura în Făgăraș, unde s-a căsătorit cu Luiza Boeriu, una din cele două fiice ale unui proprietar de mori din partea locului. A fost asasinat de către jandarmii maghiari în 7/8 septembrie 1916, în zilele intrării trupelor române în Țara Făgărașului.

## Activitatea politică
În perioada studenției și a doctoratului de la Viena, Șenchea a fost membru al Societății „România Jună”.  De numele său se leagă existența presei românești la Făgăraș, a ziarelor  „Țara Oltului” (1907-1910) și  „Olteanului” (1909-1916).
A devenit conducător local al structurilor Partidului Național Român din 1905 până la Primul Război Mondial și a condus gruparea deputaților români în congregația comitatensă aproape două decenii. În 1904  a devenit liderul executiv la Despărțământului Făgăraș al ASTREI. A fost membru în sinodul arhidiecezan al Mitropoliei Ortodoxe de la Sibiu.